# Otto Kraufmann
Otto Kraufmann (* 30. November 1906 in Hagen; † 26. Oktober 1972 in Stuttgart) war ein deutscher Politiker (KPD, SPD) und Widerstandskämpfer gegen das NS-Regime. Von 1948 bis 1971 war er Wirtschaftsbürgermeister der Stadt Stuttgart.

## Leben
Zu Beginn der NS-Diktatur war Kraufmann Buchhändler in einer linken Buchhandlung sowie KPD-Stadtrat in Stuttgart. Am 1. März 1933 wurde Kraufmann in Freudenstadt während einer Dienstreise verhaftet. Kraufmann war der erste Schutzhäftling Württembergs. Die Anklage und auch die Verurteilung lauteten auf Vorbereitung zum Hochverrat aufgrund „kommunistischer Umtriebe“. Er verbrachte die Haft von April bis November 1933 im Lager Heuberg und von November 1933 bis März 1934 im KZ Oberer Kuhberg. Im März 1934 wurde er zunächst aus der Haft entlassen. Im Juni 1935 wurde er erneut verhaftet und in die Strafanstalt Ludwigsburg verbracht, wo er bis November 1936 blieb. Von November 1936 bis Juni 1939 war er im Emslandlager Aschendorfermoor inhaftiert. Ab Juni 1939 war er im KZ Welzheim. Im Januar 1940 kehrte er von dort zurück zu seiner Frau nach Stuttgart; er wog nur noch 38 Kilogramm. Gegen Ende des Kriegs stieg er beim Nürnberger Bund, einem Großhandel für Haushaltswaren in Stuttgart-Obertürkheim, vom Hilfsarbeiter zum Geschäftsführer auf. 
Im Herbst 1945 wurde Kraufmann Mitglied des 36-köpfigen Stuttgarter Gemeindebeirats, der beratende Funktion hatte und von Oberbürgermeister Arnulf Klett unter Aufsicht des Stadtkommandanten einberufen worden war. Kraufmann hatte Klett höchstwahrscheinlich bereits 1933 während ihrer gemeinsamen Haftzeit im Konzentrationslager Heuberg kennengelernt. Bei der ersten Gemeinderatswahl in Stuttgart nach dem Krieg am 26. Mai 1946 zog Kraufmann als einer von sechs KPD-Stadträten in den Gemeinderat ein. Im Jahr 1947 tilgte der Generalbundesanwalt die Anklage und Strafe aus den Akten. Kraufmann war damit offiziell rehabilitiert. 1948 wurde er zum Beigeordneten für das Wirtschaftswesen in Stuttgart gewählt. Er wurde als Wirtschaftsbürgermeister vom Gemeinderat dreimal wiedergewählt und verblieb bis Jahresende 1971 in diesem Amt. Nach dem KPD-Verbot 1956 trat er der SPD bei.
Otto Kraufmann war mit Erna Kraufmann verheiratet und hatte zwei Kinder. Am 26. Oktober 1972 brach er auf einem Spaziergang zusammen und starb in Gegenwart seiner Frau.

## Rezeption
Bei Kraufmanns Verabschiedung im Januar 1972 sagte Oberbürgermeister Klett, „dass in Stuttgart heute keine Barackenlager mehr vorhanden sind und keine Familie mehr in Bunkern und Lagern leben muss“, sei Kraufmanns Verdienst. Die Stuttgarter Zeitung berichtete nach Kraufmanns Tod, dieser sei letztlich an den „Folgen des Leidens“ gestorben, das er sich „im aktiven Kampf gegen den Nationalsozialismus“ zugezogen habe. Die SPD-Fraktion im Stuttgarter Gemeinderat fordert seit 2020, einen Platz oder eine Straße in Stuttgart nach Otto Kraufmann zu benennen.